# Virginia City (Nevada)
Virginia City – jednostka osadnicza w Stanach Zjednoczonych, w stanie Nevada, stolica hrabstwa Storey. Według spisu ludności z 2000 roku miasto liczyło około 1500 mieszkańców.

## Historia
Virginia City jest jednym z najstarszych miast w Nevadzie i jednym z najstarszych na zachód od rzeki Missisipi. Podobnie jak większość osad w tym regionie, powstało w wyniku odkrycia cennych złóż mineralnych. W 1859 roku w pobliskim Comstock Lode rozpoczął się boom górniczy na wydobycie srebra. Liczba mieszkańców osiągała do 30 000. W roku 1898 nastąpiła bessa na rynku srebra i populacja zaczęła gwałtownie spadać.
Tutaj prawdopodobnie narodził się pseudonim Mark Twain. W 1863 roku podpisał się w ten sposób reporter miejscowej gazety Enterprise, Samuel Clemens.
Virginia City znana jest także jako miasto najbliższe Cartwright Ranch, gdzie rozgrywała się akcja serialu Bonanza. W 1940 roku powstał tu film Virginia City.